# Schwarzlotmalerei
Schwarzlotmalerei bezeichnet eine meist auf Glas oder Keramik ausgeführte Malerei.

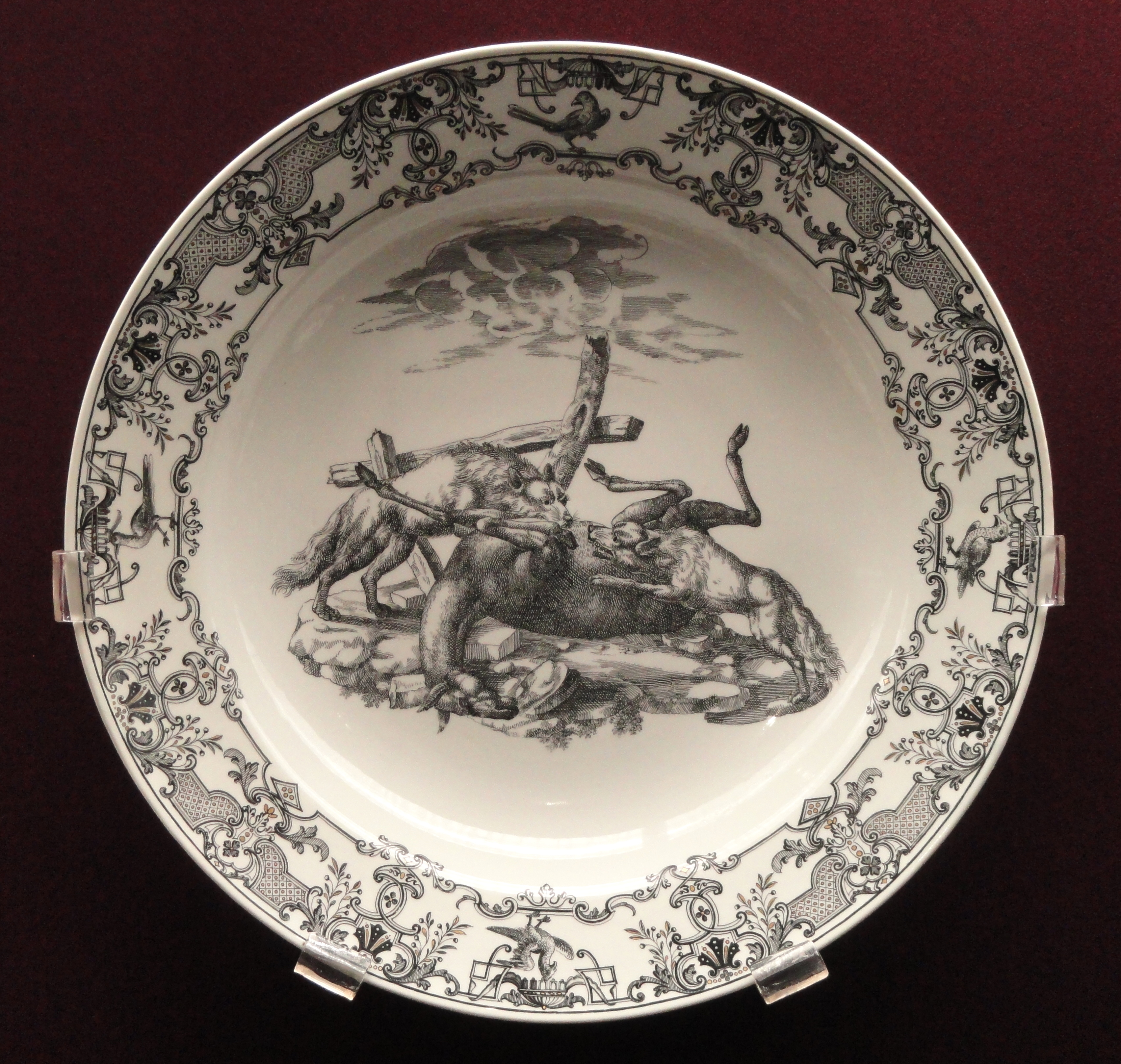
Schwarzlotmalerei auf einem Porzellanservice, um 1740

Die dabei verwendete spezielle Schmelzfarbe (bestehend aus Metalloxiden, Glaspulver und Bindemitteln) wird bei einer Temperatur von 600 °C in das Material eingebrannt. Es entsteht dabei ein Effekt wie bei einer Graphik.
Der in Nürnberg ansässige Hausmaler Johann Schaper (1621–1670) gilt als einer der wichtigsten Vertreter der Schwarzlotmalerei, er wird manchmal irrigerweise auch als Erfinder dieser Technik genannt. Tatsächlich war die Schwarzlotmalerei aber bereits im Mittelalter bekannt und wurde in der Glasmalerei eingesetzt. Die Bezeichnung Lot geht auf die Verwendung von Blei zurück, speziell auf die Bleiruten als Glaseinfassung.
In der ersten Hälfte des 18. Jahrhunderts wurde diese Technik sehr beliebt. Dargestellt wurden meist florale Ornamente oder Wappen, aber auch Tiere, Jagdszenen oder antikisierende Motive. Neben Nürnberg wurde Kronstadt in Böhmen mit Ignaz Preissler ein wichtiges Zentrum.
Im 19. Jahrhundert machte sich vor allem die Wiener Firma J. & L. Lobmeyr für die Schwarzlotmalerei stark und rekrutierte böhmische Künstler, die diese Technik noch beherrschten.
Im Antiquitätenhandel und auf Auktionen können Spitzenstücke fünfstellige Preise erzielen; unsignierte Gläser, Kannen und Becher sind häufig zu finden und wesentlich günstiger erhältlich.
Als Schwarzlot allgemein bezeichnet man ein gefärbtes Bleiglas, das sich leicht aufschmelzen lässt und vom Mittelalter an als schwarze Farbe in der Glasmalerei verwendet wurde.